# اولنا روتووا
اولنا روتووا (اوکراینی: Олена Реутова؛ زادهٔ ۱۸ اوت ۱۹۶۸) ورزشکار روئینگ اهل اوکراین است. او همچنین از قایقرانان روئینگ بازی‌های المپیک تابستانی ۱۹۹۶ بوده‌است.